# Titularbistum Sutrium
Das Bistum Sutrium (italienisch diocesi di Sutri, lateinisch Dioecesis Sutrina) ist ein Titularbistum der römisch-katholischen Kirche.
Es geht zurück auf das im 5. Jahrhundert gegründete Bistum Sutri, welches in der Nähe Roms, (Latium), (Italien) gelegen war. Das Bistum wurde am 12. Dezember 1435 mit dem Bistum Nepi vereinigt und 1986 ins Bistum Civita Castellana integriert. 1991 wurde es in die Liste der Titularbistümer aufgenommen.
| Titularbischöfe von Sutrium |                                                  |                                  |                   |                   |
| Nr.                         | Name                                             | Amt                              | von               | bis               |
| 1                           | Christoph Schönborn OP                           | Weihbischof in Wien (Österreich) | 11. Juli 1991     | 13. April 1995    |
| 2                           | Paolo Sardi Titularerzbischof pro hac vice       | Kurienerzbischof                 | 10. Dezember 1996 | 20. November 2010 |
| 3                           | Antonio Filipazzi Titularerzbischof pro hac vice | Apostolischer Nuntius            | 8. Januar 2011    |                   |